# Papa João II
Papa João II (em latim: Joannes II; Roma, 470 – 8 de maio de 535) foi papa da Igreja Católica entre 533 e 535.
Seu nome de batismo era Mercúrio (Mercurius em latim) e por ser o nome de uma divindade pagã, abriu mão do seu nome de batismo e resolveu adotar o mesmo nome de um papa anterior, sendo o primeiro papa a não utilizar o seu nome batismal. Não se sabe a data de seu nascimento, embora se saiba que tenha morrido a 8 de maio de 535. Conseguiu obter da parte de Atalarico, rei dos ostrogodos, um decreto contra a simonia. Além disso, através de seus esforços, foi regulamentada a eleição dos papas. Em 534, sob a sua direção, foi aprovada uma confissão de fé escrita, nos dias do Imperador Justiniano, do Império Romano do Oriente.
João II morreu a 8 de maio de 535. Foi sepultado na Basílica de São Pedro.